# Spinther citrinus
Spinther citrinus är en ringmaskart som först beskrevs av William Stimpson 1845.  Spinther citrinus ingår i släktet Spinther, och familjen Spintheridae. Arten är reproducerande i Sverige. Inga underarter finns listade.